# Holocen
| System                                 | Oddział    | Piętro           | Wiek (mln lat) |
| -------------------------------------- | ---------- | ---------------- | -------------- |
| Czwartorzęd                            | Holocen    | Megalaj          | obecnie–0,0042 |
| Czwartorzęd                            | Holocen    | Northgrip        | 0,0042–0,0082  |
| Czwartorzęd                            | Holocen    | Grenland         | 0,0082–0,0117  |
| Czwartorzęd                            | Plejstocen | Późny Plejstocen | 0,0117–0,129   |
| Czwartorzęd                            | Plejstocen | Chiban           | 0,129–0,774    |
| Czwartorzęd                            | Plejstocen | Kalabr           | 0,774–1,80     |
| Czwartorzęd                            | Plejstocen | Gelas            | 1,80–2,58      |
| Paleogen                               | Oligocen   | Szat             | starsze        |
| Podział neogenu według IUGS, luty 2022 |            |                  |                |

Holocen (stgr. ὅλος „wszystek” + καινός „nowy”), dawniej aluwium (łac. alluere „obmywać, oblewać”) – najmłodsza, trwająca współcześnie epoka geologiczna. Jako jej początek przyjmuje się rok 11 700 b2k (lub 11 650 BP; data radiowęglowa – 10,2 14
C tys. lat BP). Epoka ta rozpoczęła się z końcem ostatniego zlodowacenia plejstoceńskiego, a dokładnie – z końcem zimnej fazy młodszego dryasu (późny glacjał).

## Klimat

Zmiany temperatury w holocenie w skali tysięcy lat BP. Wykres obejmuje wyniki z ośmiu lokalnych pomiarów temperatury. Czarna linia to średnia z tych badań.

Klimat holocenu cechuje się względną łagodnością i stabilnością (klimat interglacjalny) – zmiany średniej temperatury rocznej w tym czasie sięgają ok. 1–2 °C w średnich szerokościach geograficznych.
Początek holocenu w zapisach rdzeni lodowych jawi się jako gwałtowna zmiana klimatu polegająca na szybkim ociepleniu i przejściu z glacjalnej na interglacjalną modę klimatu. Wtedy to zakończyła się ostatnia faza późnego glacjału – młodszy dryas, ostatnie tchnienie zlodowacenia północnopolskiego. Lądolód skandynawski zaczął wtedy wycofywać się z linii wałów moren czołowych Ra w Norwegii, południowoszwedzkich oraz Salpausselkä w południowej Finlandii.
Mimo zmiany klimatu, duże czapy lodowe i lądolody przetrwały jeszcze kilka tys. lat (do ok. 8–7 tys. lat BP), co miało decydujące znaczenie dla cyrkulacji atmosfery i klimatu Ziemi w tym czasie. Dlatego wczesny holocen (11,65 do 8/7 tys. lat BP) cechował się nawrotami zimna (np. oscylacja preborealna - 8,2 tys. lat temu ) wynikającymi z interakcji między oceanami a zanikającymi lądolodami.
Środkowy holocen często określany jest optimum klimatycznym holocenu, jednak przypisywany mu ciepły klimat (najcieplejszy w holocenie) miał miejsce w wyższych szerokościach geograficznych, co było rekompensowane ochłodzeniem klimatu np. w obszarze śródziemnomorskim.
Klimat późnego holocenu (ostatnie 4–5 tys. lat) stopniowo ochładza się w wyniku zmian parametrów orbity Ziemi (cykle Milankovicia). W tym czasie wielokrotnie powtarzające się oscylacje lodowców górskich zwiększają stopniowo zasięg by osiągnąć postglacjalne maksimum podczas małej epoki lodowej (1300 do 1850 r.). Dlatego późny holocen określany jest także jako neoglacjał.

## Podział holocenu
Na podstawie badań paleobotanicznych, głównie analiz pyłkowych (polegających na procentowym określeniu udziału pyłków roślin w osadach głównie jeziornych i torfowych – gdyż tam zachowują się najlepiej) podzielono holocen na okresy klimatyczne (Klasyfikacja Blytta-Sernandera) o nazwach odpowiadającym chronozonom według chronologii skandynawskiej zaproponowanej przez Mangerud i in. w 1974:
- 2500 14
C BP do dzisiaj – subatlantyk – okres subatlantycki
- 5000–2500 14
C BP – subboreał – okres subborealny (oziębienie, potem cieplej)
- 8000–5000 14
C BP – atlantyk – okres atlantycki (ciepło, wilgotno)
- 9000–8000 14
C BP – boreał – okres borealny (zimno, sucho, coraz cieplej)
- 10 000–9000 14
C BP – preboreał – okres preborealny

To pierwsza propozycja podziału holocenu oparta na datach radiowęglowych. Okrągłe daty w tysiącach lat wzbudziły zastrzeżenia, poszczególne przedziały czasowe tych faz zostały później mocno skrytykowane i zmodyfikowane.
W lipcu 2018 r. Międzynarodowa Komisja Stratygrafii zaakceptowała podział holocenu na trzy piętra:
- megalajańskie (4200–nadal) – początek związany z gwałtowną suszą i stepowieniem terenów uprawnych[6],
- northgripiańskie (8300–4200) – związane z ochłodzeniem klimatu najprawdopodobniej na skutek wlania do oceanów wód roztopowych z lądolodów[6],
- grenlandzkie (11700–8300) – związane z globalnym ociepleniem kończącym plejstocen[6].

## Geologia
W ujęciu globalnym zanik lądolodu spowodował odciążenie litosfery i uaktywnienie procesów glaciizostazji. Wraz z ustąpieniem lądolodu skandynawskiego doszło do powstania misy Bałtyku.
W holocenie powstały osady rzeczne: żwiry, piaski, muły, mady, jeziorne: kreda jeziorna, gytie, torfowiskowe – torfy i namuły torfiaste, eoliczne – wydmy, a także: gliny, osady stokowe oraz gleby.

## Flora
W holocenie strefy klimatyczne przesuwają się na północ, dochodzi też do znacznych zmian roślinności i gleby. Współczesna flora Polski ukształtowała się właśnie w holocenie, po ustąpieniu lodowców z terenu Polski. Jednak niektóre rośliny flory wysokogórskiej Polski są reliktami plejstoceńskimi.

## Fauna
Nastąpiło wymieranie gatunków przystosowanych do życia w dotychczasowych warunkach (mamuty, nosorożce włochate). Udomowiono wiele gatunków zwierząt. Rozwój cywilizacyjny powoduje zmiany w środowisku.

## Kalendarium
- 10 000 p.n.e. – na Ziemi żyło 1–10 mln ludzi[7]
- 9000 p.n.e. – udomowiono kozy na subkontynencie indyjskim[8]; uprawa grochu, fasoli, pieprzu, ogórków oraz hodowla bydła i świń w Tajlandii[9]
- 6500 p.n.e. – Ziemię zamieszkiwało 5–10 mln ludzi[7]
- 7500 – 6000 p.n.e. – powstało Jezioro Ancylusowe, trzeci etap rozwoju Morza Bałtyckiego[10]